# 홍기원
홍기원(洪起元, 1964년 12월 13일~)은 대한민국의 외무공무원 출신 정치인으로 제21·22대 국회의원이다.

## 학력
- 1971~1977: 송신국민학교 졸업
- 1977~1980: 효명중학교 졸업
- 1980~1983: 효명종합고등학교 졸업
- 1983~1989: 고려대학교 경제학 학사
- 1999~2001: 워싱턴대학교 대학원 경제학 석사

## 경력
- 1991년 11월: 제35회 행정고시 합격
- 1992년: 공정거래위원회 근무
- 1995년: 재정경제원 근무
- 1998년 3월: 외교통상부 근무
- 2003년 7월: 주 중국 대한민국 대사관 1등서기관
- 2005년 12월: 주 루마니아 대한민국 대사관 1등서기관
- 2007년 7월: 외교통상부 자유무역협정무역규범과 과장
- 2010년 6월: 주 중국 대한민국 대사관 참사관
- 2013년 7월: 주 파키스탄 대한민국 대사관 공사참사관
- 2016년 9월~2018년 4월: 인천광역시 국제관계대사
- 2018년 4월~2019년 5월: 주 이스탄불 대한민국 총영사관 총영사
- 2019년 11월~2020년 4월: 국가안보실 정책자문위원
- 2020년 4월 15일 대한민국 제21대 국회의원 선거 당선(경기 평택시 갑, 더불어민주당, 초선)
- 2020년 5월~: 더불어민주당 경기도당 평택시 갑 지역위원회 위원장
- 2021년 5월~2022년 3월: 더불어민주당 원내부대표
- 2022년 9월~: 더불어민주당 주거복지특별위원회 위원장
- 2023년 4월~: 더불어민주당 정책위원회 상임부의장
- 2024년 4월 10일 대한민국 제22대 국회의원 선거 당선(경기 평택시 갑, 더불어민주당, 재선)
- 2024년 11월~: 더불어민주당 이재명 대표 경제특보단 민생경제특보

### 의정 활동
- 2020년 5월 30일~2024년 5월 29일: 제21대 국회의원(경기 평택시 갑, 더불어민주당, 초선)
  - 2020년 6월~2022년 5월: 제21대 국회 전반기 국토교통위원회 위원
  - 2021년 2월~2022년 5월: 제21대 국회 전반기 정보위원회 위원
  - 2021년 6월~2022년 3월: 제21대 국회 전반기 국회운영위원회 위원
  - 2022년 7월~2024년 5월: 제21대 국회 후반기 국토교통위원회 위원
  - 2023년 2월~2023년 4월: 제21대 국회 첨단전략산업 특별위원회 위원
  - 2023년 4월~2024년 5월: 제21대 국회 첨단전략산업 특별위원회 간사
  - 2023년 6월~2024년 5월: 제21대 국회 후반기 예산결산특별위원회 위원
- 2024년 5월 30일~: 제22대 국회의원(경기 평택시 갑, 더불어민주당, 재선)
  - 2024년 6월~: 제22대 국회 전반기 외교통일위원회 위원
  - 2024년 6월~2025년 6월: 제22대 국회 전반기 예산결산특별위원회 위원
  - 2025년 3월~: 제22대 국회 2025 아시아태평양경제협력체(APEC) 정상회의 지원 특별위원회 위원

## 역대 선거 결과
|  | 50.22% |

|  | 57.41% |

## 소속 정당
| 소속 정당 | 소속 정당    | 소속 기간 | 비고      |
| --------- | ------------ | --------- | --------- |
|           | 더불어민주당 | 2019~현재 | 정계 입문 |

## 같이 보기
- 평택시 갑
- 평택시의 국회의원